# كريستوفر ميري
كريستوفر ميري (بالإنجليزية: Christopher Merrie)‏ هو لاعب كرة قدم بريطاني في مركز الوسط، ولد في 2 نوفمبر 1998 في ليفربول في المملكة المتحدة. لعب مع ويغان أتلتيك.

## وصلات خارجية
- كريستوفر ميري على موقع قاعدة بيانات كرة القدم.إي يو (الإنجليزية)
- كريستوفر ميري على موقع Soccerbase.com (لاعب) (الإنجليزية)
- كريستوفر ميري على موقع Soccerway.com (الإنجليزية)